# No tiene devolución
«No tiene devolución» es una canción escrita e interpretada por el dúo estadounidense Ha*Ash. Se estrenó junto a su primer álbum en vivo titulado Primera fila: Hecho realidad el día 11 de noviembre de 2014. La canción fue grabada el día 7 de julio de 2014 durante un concierto privado en los Estudios Churubusco en Ciudad de México.

## Información de la canción
«No tiene devolución» fue estrenado junto a la primera producción discográfica en vivo de las hermanas Primera fila: Hecho realidad, el día 11 de noviembre de 2014. Es una canción compuesta por Ashley Grace, Hanna Nicole junto a los cantantes mexicanos Joy Huerta vocalista de Jesse & Joy y Julio Ramírez integrante del trío musical Reik. La pista fue escrita junto al tema «Qué más da» en una reunión casual de las intérpretes con Joy y Julio, «Casualmente yo venía de comer con Joy, fuimos a casa de Hanna y estaba ahí Julio. De repente nos encontramos, empezamos a hablar de la vida, Julio sacó una guitarra y empezamos a decir cosas en forma de broma y al final, terminamos componiendo» declaró Ashley.
El tema es una balada con sonidos pop que expresa el deseo de valorarte y no a regresar a una relación que te ha lastimado. Se publicó junto al disco Primera fila: Hecho realidad el día 11 de noviembre de 2014 siendo la canción número siete de esa edición. Además formó parte de la edición especial de dicho álbum lanzada casi un año después, el día 15 de noviembre de 2015.

## Vídeo musical
El vídeo musical del tema se estrenó el 4 de mayo de 2015 en las plataformas oficiales del dúo. En él se ve a las integrantes interpretando la canción frente a un público del concierto Primera Fila. El vídeo fue grabado el día 7 de julio de 2014 en los Estudios Churubusco en Ciudad de México siendo dirigido por Nahuel Lerena y Pato Byrne.

## Presentaciones en vivo
El tema no se encontraba incluida en el setlist de la gira 1F Hecho Realidad Tour para la promoción del disco Primera Fila: Hecho realidad que contenía el tema, sin embargo, ha sido interpretada en una oportunidad por las hermanas con la participación de otro artista, ocurrió el día 25 de octubre de 2015 durante un concierto en el Auditorio Nacional junto a la cantante Joy Huerta, donde interpretaron el tema junto a la canción «Qué más da», también escrito por las hermanas en colaboración con la cantante de Jesse & Joy.

## Créditos y personal
Créditos adaptados de las notas del álbum.

### Grabación y gestión
- Grabado en Estudios Churubusco (Ciudad de México)
- Mezclado en Cutting Cane Studios
- Posproducción en The Shoe Box
- Publicado por Sony Music Entertainment México, S.A. De C.V. en 2014.
- Administrado por Sony / ATV Discos Music Publishing LLC / Westwood Publishing

### Personal
- Ashley Grace: voz
- Hanna Nicole: voz
- Pablo De La Loza: voces de fondo, teclados, coproducción, programador, arreglos, ingeniería adicional
- Tim Mitchell: voces de fondo, guitarra, producción, programador, arreglos, ingeniería adicional
- George Noriega: producción, programador, arreglos, ingeniería adicional
- Uri Natenzon: bajo
- Ben Peeler: lap steel guitar
- Ezequiel Ghilardi: batería
- Juan Pablo Fallucca: ingeniería de grabación
- Charles Dye: ingeniería de mezcla

## Historial de lanzamiento
| País    | Fecha                   | Formato   | Discográfica      | Ref    |
| ------- | ----------------------- | --------- | ----------------- | ------ |
| México  | 11 de noviembre de 2014 | streaming | Sony Music México | [ 21 ] |
| Various | 11 de noviembre de 2014 | streaming | Sony Music Latin  | [ 22 ] |